# Caleb Landry Jones
Caleb Landry Jones (Garland, 7 december 1989) is een Amerikaanse acteur en muzikant. Hij kreeg vooral naamsbekendheid door zijn rollen als: Banshee in X-Men: First Class uit 2011, Jeremy Armitage in Get Out uit 2017, Red Welby in Three Billboards Outside Ebbing, Missouri uit 2017 en Ty Carter in The Outpost uit 2020. 

## Discografie

### Albums
| Jaar | Titel            |
| ---- | ---------------- |
| 2020 | The Mother Stone |

### Singles
| Jaar | Titel                            |
| ---- | -------------------------------- |
| 2020 | "Flag Day / The Mother Stone"    |
| 2020 | "All I Am in You / The Big Worm" |
| 2020 | "I Dig Your Dog"                 |